# Семенів Марко
Семенів Марко — київський гравер кінця 17 — початку 18 століття школи Тарасевича Олександра.
Дереворити до видання Києво-Печерської Лаври 1691 — 1710; рамки до заголовків у «Полууставі», «Алфавиті Духовному» і в «Акафістах» (1709).